# Pommereulla cornucopiae
Pommereulla cornucopiae là một loài thực vật có hoa trong họ Hòa thảo. Loài này được L.f. miêu tả khoa học đầu tiên năm 1779.